# Park Kyung-ni
Pour les articles homonymes, voir Park.
Bak Kyeong-ri (ou Park Kyung-ri : 박경리, 朴景利) est une romancière sud-coréenne née le 2 décembre 1926 à Tongyeong sous le nom de Bak Geum-i (박금이, 朴今伊) et morte le 5 mai 2008. Elle a vécu à Wonju. Son œuvre la plus remarquable est La terre (Toji), une saga en cinq parties et 16 volumes sur l'histoire coréenne des 19 et 20e siècles. Saga qui fut adaptée par la suite en film et en opéra. 

## Biographie
Elle naît le 2 décembre 1926. Elle se marie avec Kim Haeng-do et a deux enfants. Son mari meurt pendant la Guerre de Corée et son fils peu après. Elle part ensuite à Séoul travailler dans une banque et élève seule sa fille. 
Elle publie sa première nouvelle, Calcul (Gyesan), dans la revue Littérature contemporaine (Hyundae Munhak) puis L'âge de la méfiance (Bulsin sidae) et L'âge des ténèbres (Amheuk sidae), deux œuvres fortement inspirées de sa vie. En 1958, elle remporte le Prix de littérature contemporaine (Hyundae Munhak). À partir des années 1960, elle s'intéresse davantage aux questions sociales et à l'histoire de la Corée et publie Les filles du pharmacien Kim (Kim yakgugui ttaldeul) puis La terre (Toji) une épopée en cinq parties écrite entre 1969 et 1994 qui présente le destin de 700 personnages entre 1897 et la libération de la domination japonaise en août 1945. Depuis, elle n'a publié que quelques articles et un recueil de poèmes. En 1977, elle remporte le Prix Weol-tan.
Park Kyung-ni meurt le 5 mai 2008 d'une attaque cérébrale. Elle est la belle-mère du poète Kim Ji-ha.
En 2011, la Fondation culturelle de Toji crée le Prix Park Kyung-ni en l'honneur de la romancière.